# Malpighicserjefélék

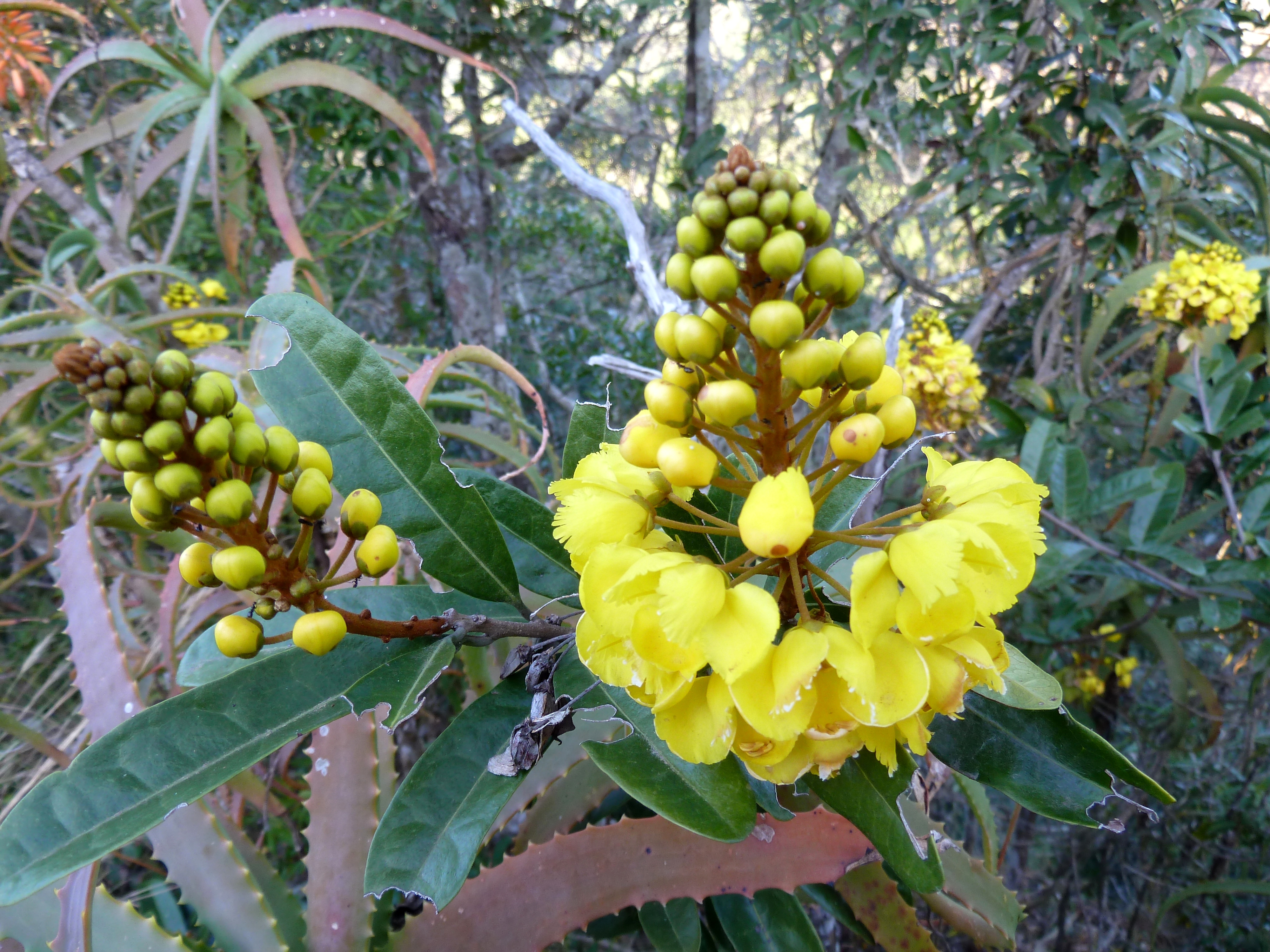
Acridocarpus natalitius

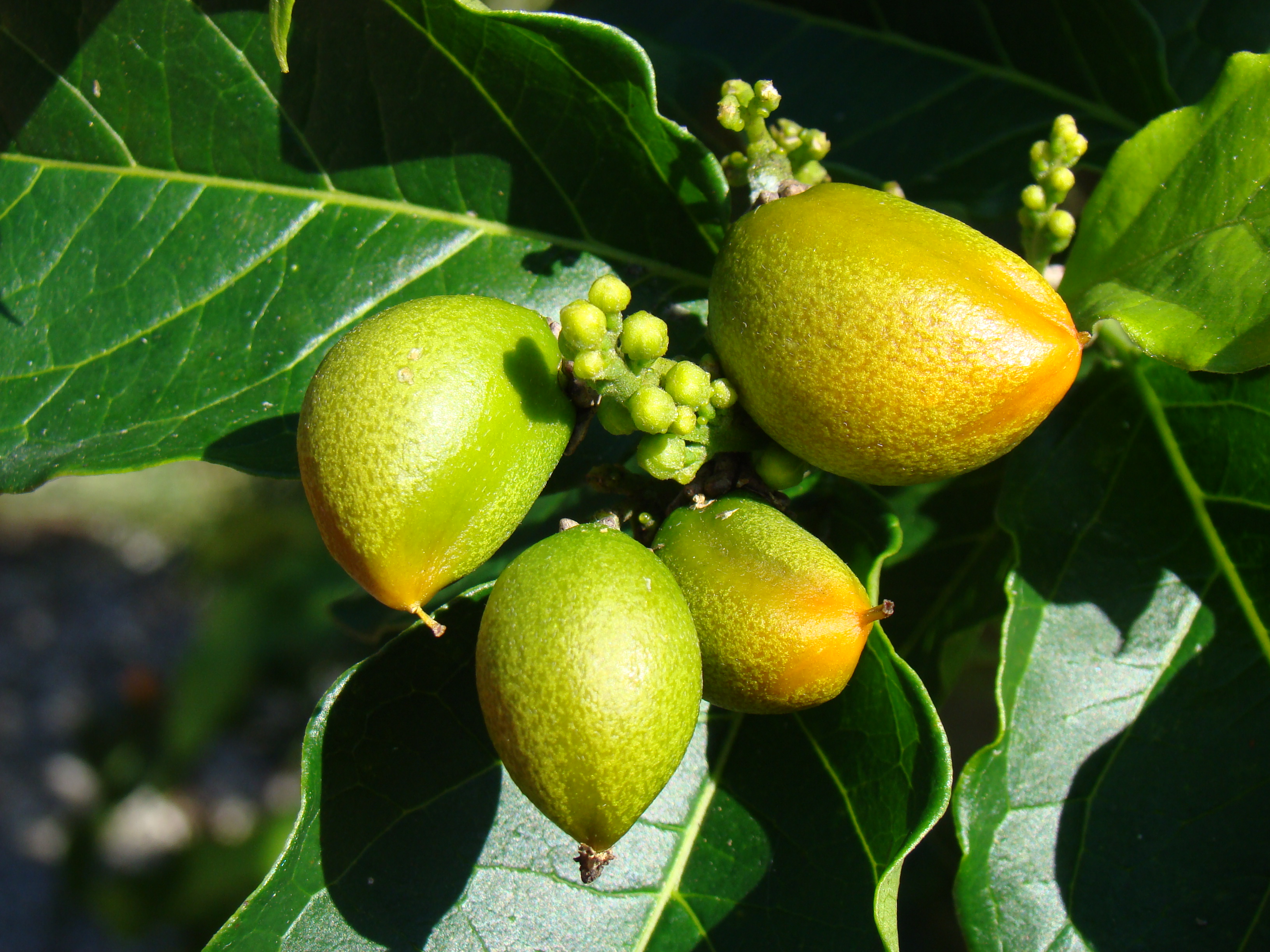
Bunchosia argentea

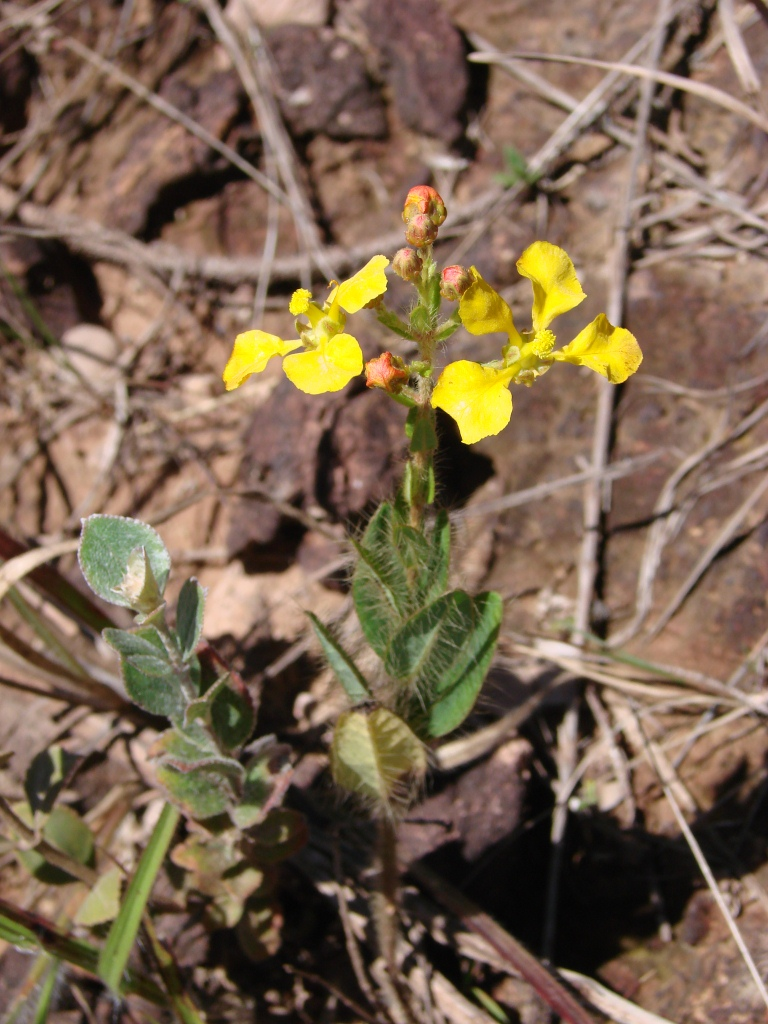
Camarea hirsuta

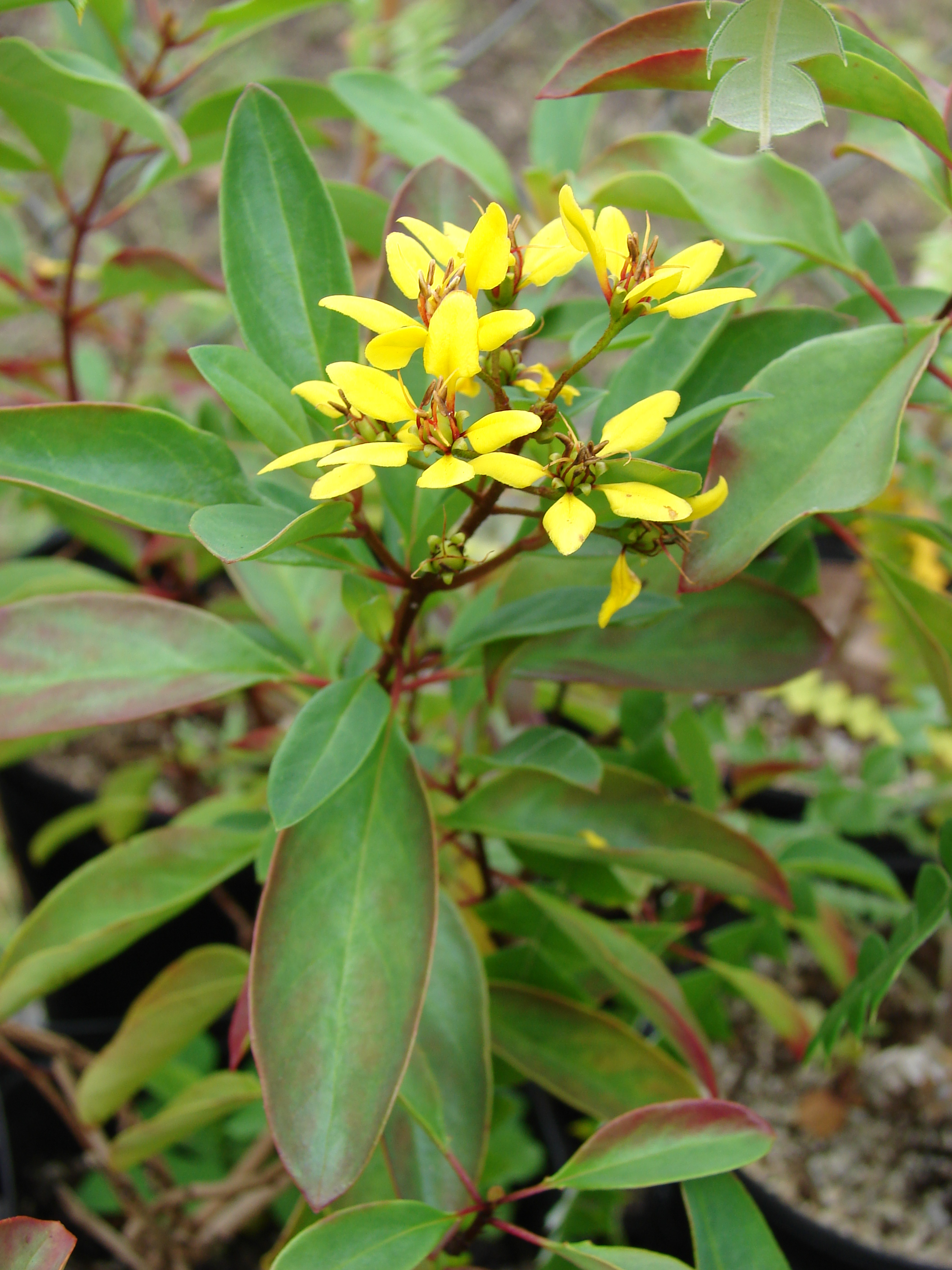
Galphimia gracilis

A malpighicserjefélék (Malpighiaceae) a Malpighiales rend egyik családja.
Az eddigi ismeretek szerint ebbe a növénycsaládba 1299 faj tartozik.

## Előfordulásuk
A malpighicserjefélék 79 nemzetségből és körülbelül 1300 fajból tevődik össze. Ezek a fajok Földünk trópusi és szubtrópusi részein élnek. A nemzetségek 80%-a és a fajok 90%-a az Újvilágban, azaz a Karib-térségben, valamint az Amerikai Egyesült Államok legdélebbi részeitől egészen Argentínáig fordul elő. A többi az Óvilág egyes részeinek a növényzetéhez tartozik, mint például Afrika, Madagaszkár, Délkelet-Ázsia, a Fülöp-szigetek, Indonézia és Új-Kaledónia.

## Rendszerezés
A családba az alábbi 79 nemzetség tartozik:
- Acmanthera (Adr. Juss.) Griseb. - 7 faj
- Acridocarpus (G.Don) Guill. et Perr. - 43 faj
- Adelphia W. R. Anderson - 4 faj
- Aenigmatanthera W.R.Anderson - 2 faj
- Alicia W. R. Anderson - 2 faj
- Amorimia W. R. Anderson - 10 faj
- Aspicarpa Rich. - 10 faj
- Aspidopterys Adr. Juss. - 25 faj
- Banisteriopsis C.B.Rob. - 60 faj
- Barnebya W. R. Anderson & B. Gates - 2 faj
- Blepharandra Griseb. - 6 faj
- Brachylophon Oliv. - 2 faj
- Bronwenia W. R. Anderson & C. Davis - 10 faj
- Bunchosia Rich. ex Kunth - 80 faj
- Burdachia Mart. ex Endl. - 3 faj
- Byrsonima Rich ex. Kunth - 157 faj
- Calcicola W. R. Anderson & C. Davis - 2 faj
- Callaeum Small - 11 faj
- Calyptostylis Arènes - 1 faj
- Camarea A.St.-Hil. - 9 faj
- Carolus W. R. Anderson - 6 faj
- Caucanthus Forssk. - 3 faj
- Christianella W. R. Anderson - 5 faj
- Clonodia Griseb. - 3 faj
- Coleostachys Adr. Juss. - 1 faj
- Cordobia Nied. - 1 faj
- Cottsia Dubard & Dop - 4 faj; korábban része volt a Janusia nemzetségnek
- Diacidia Griseb. - 11 faj
- Dicella Griseb. - 7 faj
- Digoniopterys Arènes - 1 faj
- Dinemagonum A.Juss. - 1 faj
- Dinemandra A.Juss. - 1 faj
- Diplopterys A. Juss. - 31 faj
- Echinopterys Adr. Juss. - 2 faj
- Ectopopterys W. R. Anderson - 1 faj
- Excentradenia W.R.Anderson - 4 faj
- Flabellaria Cav. - 1 faj
- Flabellariopsis R. Wilczek - 1 faj
- Gallardoa Hicken - 1 faj
- Galphimia Cav. - 27 faj
- Gaudichaudia Kunth - 21 faj
- Glandonia Griseb. - 3 faj
- Heladena Adr. Juss. - 1 faj
- Henleophytum H.Karst. - 1 faj
- Heteropterys H. B. K. - 141 faj
- Hiptage Gaertn. - 13 faj
- Hiraea Jacq. - 45 faj
- Janusia A.Juss. - 11 faj
- Jubelina Adr. Juss. - 6 faj
- Lasiocarpus Liebm. - 2 faj
- Lophanthera Adr. Juss. - 4 faj
- Lophopterys Adr.Juss. - 7 faj
- Madagasikaria C. Davis - 1 faj
- Malpighia L. - 127 faj; típusnemzetség
- Malpighiodes Nied. - 4 faj
- Mascagnia (Bertero ex DC.) Colla - 43 faj
- Mcvaughia W. R. Anderson - 1 faj
- Mezia Nied. - 9 faj
- Microsteira Baker - 10 faj
- Mionandra Griseb. - 1 faj
- Niedenzuella W.R.Anderson - 16 faj
- Peixotoa Adr. Juss. - 29 faj
- Peregrina W.R.Anderson - 1 faj
- Philgamia Baill. - 4 faj
- Psychopterys W.R.Anderson & S.Corso - 3 faj
- Pterandra Adr. Juss. - 13 faj
- Ptilochaeta Turcz. - 4 faj
- Rhynchophora Arènes - 2 faj
- Ryssopterys Blume ex A.Juss. - 1 faj
- Spachea Adr. Juss. - 4 faj
- Sphedamnocarpus Planch. ex Benth & Hook.f. - 10 faj
- Stigmaphyllon Adr. Juss. - 93 faj
- Tetrapterys Cav. - 66 faj
- Thryallis Mart. 1829 - 4 faj
- Triaspis Burch. - 15 faj
- Tricomaria Hook. & Arn. - 1 faj
- Triopterys L. - 1 faj
- Tristellateia Thouars - 21 faj
- Verrucularia Adr. Juss. - 2 faj